# متلازمة تار
متلازمة طار أو تار (بالإنجليزية: TAR Syndrome)‏ هي اضطراب وراثي نادر يتميز بغياب عظم الكعبرة، وانخفاض شديد وحاد في عدد الصفائح الدموية. قد تحدث هذه المتلازمة كجزء من متلازمة الحذف1q21.1. وكلمة TAR هي اختصار لجملة thrombocytopenia with absent radius والتي تعني قلة الصفائح مع غياب الكعبرة.

## الأعراض
اعراض المتلازمة أو نقص الصفيحات، أو انخفاض عدد تعداد الصفيحات، يؤدي إلى ظهور كدمات ويحتمل أن تكون مهددة للحياة عن طريق النزيف المستمر.
الروابط المشتركة الأخرى بين المصابين بهذه المتلازمة يشمل مشاكل في القلب، والكلى، مشاكل في مفصل الركبة، وفي كثير من الأحيان يكون عدم تحمل اللاكتوز، وغالبا ماينتج عنها تنسج الإبهام.

## العلاج
تتراوح العلاجات من عمليات نقل الصفائح الدموية لعملية جراحية تهدف إلى إعادة مركزية اليد على الزند لتحسين وظيفة اليد وهناك بعض الجدل الدائر حول دور الجراحة. تم كبح معدل وفيات الرضع بمساعدة من التكنولوجيا الجديدة، بما في ذلك عمليات نقل الصفائح الدموية، والتي يمكن أن يؤديها حتى في الرحم. الفترة الحرجة للإصابة هي السنة الأولى والثانية في بعض الأحيان تسبب خطر على الحياة.
(من امرأة شابة ولدت مع متلازمة TAR) ينصح بشدة من تشجيع للقاء، والحصول على فرص للتحدث مع، والبعض الآخر الذين نشأوا مع هذا الشرط محددة، لتبادل الملاحظات حول سبل التكيف ومساعدة الآخرين على مواجهة المتطلبات المادية، وإلى تشجيعهم على النظر في جميع الاحتمالات عند اتخاذ قرارات الحياة كبيرة.

## علم الوراثة
في علم الوراثة ما زالت الأبحاث الجينية جارية. للتعرف أكثر على المادة المسببة في منطقة الكروموسوم 1، 1q21.1، الذي على 11 الجينات (بما في ذلك HFE2، LIX1L، PIAS3، ANKRD35، ITGA10، RBM8A، PEX11B، POLR3GL، TXNIP، و GNRR2)، أن يتم حذف heterozygously في الثلاثين من ثلاثين المرضى الذين يعانون من تقرير التقييم الثالث. تم العثور على هذا الحذف أيضا في 32% من أفراد الأسرة تتأثر، لذلك هناك احتمالا المكونات الجينية الأخرى للتناذر وبالإضافة إلى هذا واحد، وبالتالي عندما يكون الطفل لديه حالة من المرجح أن يكون لها أي 25 الأشقاء المستقبل% فرصة وجود لها أيضا.

## الانتشار
حسب علم الأوبئة فإنَّ الإصابة هي 0.42 لكل 100,000 ولادة حية.

## وصلات خارجية
- Thrombocytopenia Absent Radii research study of Inherited Bone Marrow Failure Syndromes (IBMFS)
- GeneReview/NCBI/NIH/UW entry on Thrombocytopenia Absent Radius Syndrome